# О’Мелли, Патрик
Патрик О’Мелли (англ. Patrick O'Malley (Patrick Henry O'Malley); 1890—1966) — американский актёр немого и звукового кино.

## Биография
Родился 3 сентября 1890 года в Форест сити, штат Пенсильвания.
С шестнадцати лет начал кинокарьеру, до этого поработав в водевилях. Сначала снимался в кинокомпаниях Kalem и Edison Studios. В период 1918 по 1927 годы снялся во многих фильмах в хара́ктерных ролях. С появлением звукового кино снался в нескольких сотнях фильмах на разных ролях. Был приглашенной звездой в сериале Faye Emerson’s Wonderful Town на CBS.
В конце своей карьеры работал на телевидении, в частности в сериале Сумеречная зона, и снялся последний раз в известном фильме Дни вина и роз (1962 год, в роли арендатора, в титрах не указан).
Умер от сердечного приступа 21 мая 1966 года в Ван-Найсе, штат Калифорния, похоронен на кладбище San Fernando Mission Cemetery.
В 1915 году О’Мэлли женился на актрисе Лилиан Уилкс (Lillian Wilkes, умерла 15 декабря 1976); у них было трое детей: Шейла, Эйлин и Кэтлин.